# Lilltjärnen (Arvidsjaurs socken, Lappland, 730044-166788)
Lilltjärnen är en sjö i Arvidsjaurs kommun i Lappland och ingår i Piteälvens huvudavrinningsområde.